# Federkraftklemme

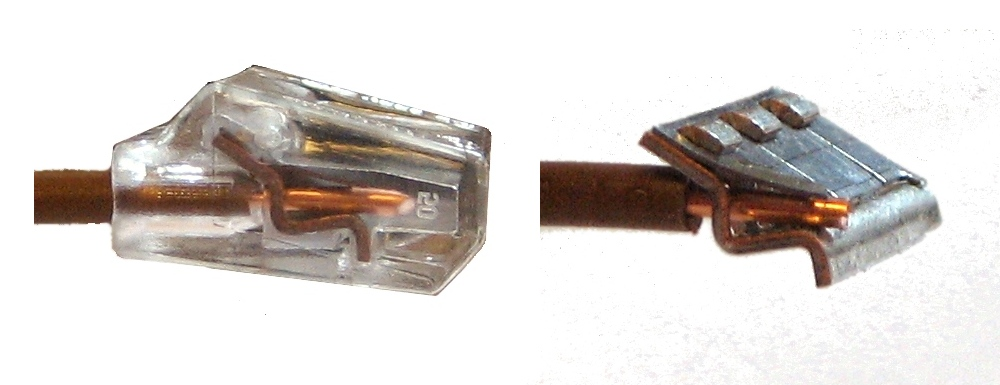
Typische Ausführung einer Federkraftklemme

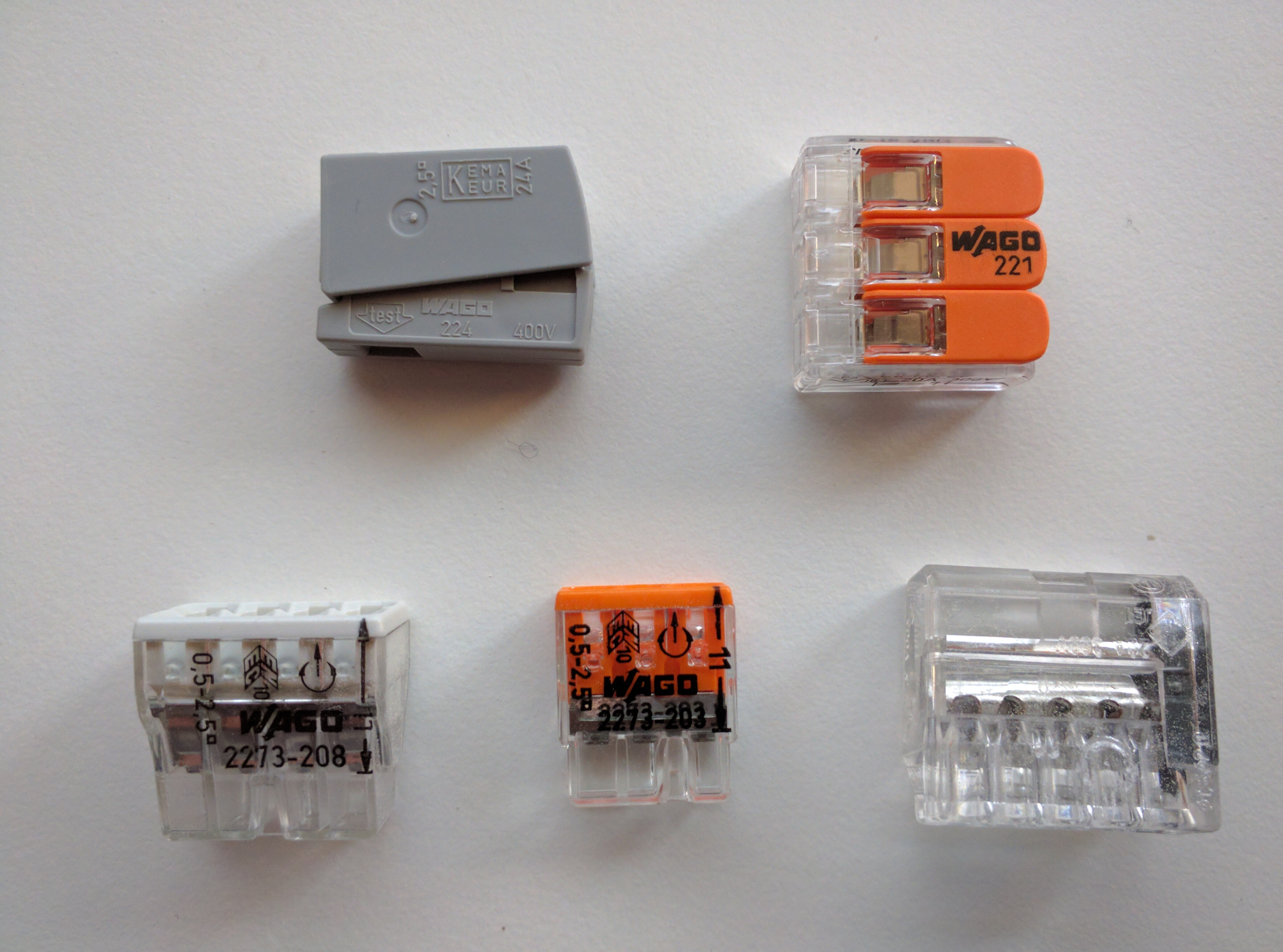
Verschiedene Typen von Federkraftklemmen

Eine Federkraftklemme (auch Käfigzugklemme, Käfigklemme oder Federzugklemme genannt, nach einem bekannten Hersteller auch Wagoklemme) ist eine Form der Federklemme. Sie dient in der Elektrotechnik zum lösbaren Anschluss oder der Verbindung von Drähten, Adern und Leitungen.

## Funktion und Verwendung
Die Federkraftklemme kontaktiert einen Draht oder ein Litzenende durch Federkraft in einem Halterprofil mit einem Federmechanismus. Die Verbindung ist mechanisch dauerhaft und elektrisch sicher. Selbsthemmung entsteht durch eine rückwärts gebogene Kontaktfeder, wobei der resultierende Winkel kleiner als der Arcustangens der Haftreibungszahl der Materialpaarung ist. Die Feder liegt dabei flach am Draht an.
Federkraftklemmen finden Verwendung beispielsweise in der Haus-Elektroinstallation, in der Computer- und Nachrichtentechnik sowie in Geräten, Schaltschränken und an elektronischen Baugruppen. Sie haben die bis zur breiten Einführung der Federkraftklemmen in den 1990er Jahren verwendeten Dosenklemmen annähernd abgelöst.
Federkraftklemmen in der Standardausführung gibt es für 0,75 bis 2,5 mm² Drahtquerschnitt, in einigen Ausführungen auch bis 6 mm². Ab Ende der 1990er Jahre werden Federkraftklemmen auch aus ganz oder teilweise transparentem Kunststoff hergestellt, wodurch nun von außen gesehen werden kann, wie weit der Leiter in die Klemme hineinragt und ob eine sichere Verbindung vorliegt. Seit den 2000er-Jahren gibt es Federkraftklemmen mit flachen Hebeln, um ein Herauslösen einzelner Leiter aus der Federkraftklemme zu ermöglichen. Diese ist auch sehr gut für die Verbindung von feindrähtigen Leitern geeignet.

## Vor- und Nachteile
Die Federkraftklemme ermöglicht oft eine werkzeuglos herstellbare Verbindung und ist meist mit einem Dorn oder einem Schlitz-Schraubenzieher als Hilfsmittel lösbar. Der Kontakt wird durch Einstecken des Drahtendes hergestellt und kann durch Druck auf ein Betätigungselement oder in eine Vertiefung wieder gelöst werden.
Die Federkraftklemme vermeidet Ausfälle, die sich bei klassischen Schraubverbindungen durch Wärmeentwicklung, Vibrationen oder Materialfließen (z. B. bei einem Aluminiumleiter) ergeben können. In dafür geeignete Federzugklemmen können auch Litzenenden eingeführt und sicher kontaktiert werden. Federkraftklemmen sind anfällig gegen Korrosion und bieten je nach Konstruktion eine geringere Schwingungsbelastbarkeit der abgehenden Leitung als Schraubklemmen.

## Patent-Informationen
Patente zu Federkraftklemmen:
- Patent  DE838778C: Schraubenlose Verbindungsklemme. Angemeldet am 28. Februar 1950, veröffentlicht am 10. Juli 1952, Anmelder: Paul Wagner, Berlin-Charlottenburg, Erfinder: Paul Wagner, Berlin-Charlottenburg.‌
- Patent  DD156750A1: Anreihbare Federkraftklemme. Angemeldet am 6. März 1981, veröffentlicht am 15. September 1982, Anmelder: VEB EAB Berlin BNF/TS3 (EAW Treptow, dem späteren Kombinat Elektroprojekt und Anlagenbau (EAB), eingegliedert, DDR), Erfinder: Reinhard Birkenheide, Horst Brauer, Klaus Geffe, Albert Haase, Gerold Hoffmann, Hans-Peter Hoffmann, Dietrich Schniebel.‌